# Mark le Claire
Mark le Claire (Peterborough, 13 juli 1951) is een Brits kunstschilder.
Hij studeerde aan het Stourbridge College of Art tot in 1970.
Mark Le Claire woonde en werkte in Folkestone maar verhuisde in de late jaren ’80 naar Nerja (Málaga).
Zijn schilderijen tonen dagelijkse taferelen in een stijl die aansluit bij het hyperrealisme maar dan wel met vage contouren.

## Prijzen
Hij werd in 1980 onderscheiden met de South-East Arts Painting Grant. Hij behaalde de Eerste Prijs “Gustavo Bacarisas” in “The Gibraltar International Art Exhibition” 1992 in Gibraltar.

## Individuele tentoonstellingen
- 1982, Museum voor Schone Kunsten, Oostende
- 1983, City Art Gallery, Peterborough
- 1983, Art Gallery & Museum, Bury
- 1985, GAEC Gallery, Gillingham
- 1985, Blackfriars Art Centre, Boston
- 1985, Contact Theatre Company, Manchester
- 1986, Merlin Theatre and Arts Centre, Frome
- 1986, Niccol Centre, Cirencester
- 1987, Barbican Art Centre, Londen

## Musea
- Bury, Art Gallery and Museum
- Oostende, Mu.ZEE (Kunstmuseum aan Zee)

- Library of Congress Control Number: nb2007024913
- RKD-Nederlands Instituut voor Kunstgeschiedenis: 205824
- Virtual International Authority File: 61073572
- WorldCat: E39PBJhhm8W3B7VCRVfRv48grq